# Koronální kondenzace
Koronální kondenzace je zhuštění plazmatu ve sluneční koroně nad aktivní oblastí. Na vrcholu koronální kondenzace se kondenzuje 1012-1013 kg plazmatu. Po ochlazení plazma klesá rychlostí asi 100 km/s. Teplota koronální kondenzace dosahuje 3 miliony K. Při vzniku koronální kondenzace má rozhodující úlohu magnetické pole. Je též zdrojem intenzívního radiového záření na decimetrových vlnách. Jeden z typů koronální kondenzace je například smyčková protuberance.